# Valdorros
Valdorros es un municipio y localidad española situada en la provincia de Burgos, comunidad autónoma de Castilla y León, comarca de Arlanza, partido judicial de Burgos.

## Símbolos
El escudo heráldico que representa al municipio fue aprobado oficialmente el 16 de marzo de 1998 con el siguiente blasón:

«Escudo de sinople con barra de plata, cargada de leyenda "Hombres Libres" escrita en letras de sable; acompañada en lo alto de un castillo de oro, almenado; mazonado de sable y aclarado de azur, y en lo bajo de un arado de oro, sumado de una estrella de ocho puntas de lo mismo. Al timbre la Corona Real española.»
Boletín Oficial del Estado n.º 84 de 8 de abril de 1998

## Geografía
Está situado junto a la Autovía del Norte, que a atraviesa el municipio entre los km 216 y 219, a 19 kilómetros de la capital provincial. Está integrado en la comarca del Arlanza, en su límite septentrional, dando paso a la comarca del Alfoz de Burgos. El pueblo se alza a 911 metros sobre el nivel del mar, en una altiplanicie con ondulaciones entre las que discurre algún arroyo estacional. 
| Noroeste: Villangómez                     | Norte: Cogollos            | Noreste: Cogollos           |
| Oeste: Villangómez, Madrigalejo del Monte |                            | Este: Cogollos              |
| Suroeste: Madrigalejo del Monte           | Sur: Madrigalejo del Monte | Sureste: Madrigal del Monte |

Tiene 327 habitantes según el INE

## Demografía
Valdorros cuenta con una población de 376 habitantes (INE 2024).
| Gráfica de evolución demográfica de Valdorros entre 1842 y 2021                                                       |
| |
| Población de derecho según los censos de población del INE. Población de hecho según los censos de población del INE. |

| 1991 | 1996 | 2001 | 2004 | 2007 | 2009 | 2011 | 2012 | 2013 | 2014 | 2015 | 2016 |
| 100  | 124  | 125  | 168  | 211  | 295  | 306  | 312  | 321  | 308  | 332  | 327  |

## Cultura

### Fiestas patronales
- Primer domingo de octubre: Fiestas en honor a la Virgen del Rosario.
- 3 de agosto: Festividad local en honor a san Esteban.

### Verano cultural
Uno de los mayores atractivos del verano cultural es el Valdorrock, festival de rock que se celebra, y por el que han pasado grandes grupos del rock español como Tierra Santa, Barón Rojo, Obús o Saratoga, así como grupos noveles de la zona, siendo la asistencia a los conciertos gratuita.